# Кубеновка
Кубеновка (каз. Көбенов) — упразднённое село в Камыстинском районе Костанайской области Казахстана. Входило в состав Ливановского сельского округа. Ликвидировано в 2004 году. Основано в 1910 году по столыпинской реформе.

## Население
По переписи 29 ноября 1919 в селе проживало 271 человек — 147 мужчин и 124 женщины, это были выходцы из Малороссии и Самарской губернии. Основная часть переселенцев в 1930-е годы мигрировала в п. Камышный. Освободившиеся жилье было занято жителями аула Орунтай.
В начале 1930 года в селе Ливановка был открыт мясосовхоз № 116 впоследствии ставший Бестюбинским, многие русскоязычные из Кубеновки переехали в это новое хозяйство.
С 1930 по 1957 годы в Кубеновке был колхоз «Энбекши» занимавшийся производством мяса.
В селе была начальная школа, потом 6 лет кубеновские дети жили и учились в Ливановском пришкольном интернате.
С 1957 года село входило в состав совхоза «Ливановский».
В 1999 году население села составляло 114 человек (60 мужчин и 54 женщины)